# Copa Libertadores 1983
La Copa Libertadores 1983 fue la vigésima cuarta edición del torneo de clubes más importante de América del Sur, organizado por la Confederación Sudamericana de Fútbol, en la que participaron equipos de diez países sudamericanos: Argentina, Bolivia, Brasil, Chile, Colombia, Ecuador, Paraguay, Perú, Uruguay y Venezuela.
El campeón fue Grêmio de Brasil, que obtuvo de esta manera su primer título en la competición tras vencer al entonces vigente campeón Peñarol en la final. Por la consagración, disputó la Copa Intercontinental 1983 ante Hamburgo de Alemania y se clasificó a la segunda fase de la Copa Libertadores 1984.

## Formato
La competición se disputó bajo el mismo formato que se utilizó ininterrumpidamente desde la edición de 1974. El campeón vigente accedió de manera directa a la segunda fase, mientras que los 20 equipos restantes disputaron la primera. En ella, los clubes fueron divididos en cinco grupos de 4 equipos cada uno de acuerdo a sus países de origen, de manera que los dos representantes de una misma asociación nacional debían caer en la misma zona. El ganador de cada uno de los cinco grupos clasificó a la segunda fase, uniéndose al campeón vigente, estableciéndose dos zonas de 3 equipos. El primer posicionado en cada una de ellas accedió a la final, que se llevó a cabo en encuentros de ida y vuelta, disputándose un partido de desempate en caso de ser necesario.
|                           |                           | Equipos que entran en esta fase                                                                          | Equipos que provienen de la fase anterior |
| ------------------------- | ------------------------- | --- | ----------------------------------------- |
| Primera fase (20 equipos) | Primera fase (20 equipos) | - 2 equipos de Argentina, Bolivia, Brasil, Chile, Colombia, Ecuador, Paraguay, Perú, Uruguay y Venezuela |                                           |
| Segunda fase (6 equipos)  | Segunda fase (6 equipos)  | - 1 equipo, campeón de la Copa Libertadores 1982                                                         | - 5 equipos primeros de la Primera fase   |
| Final (2 equipos)         | Final (2 equipos)         | | - 2 equipos primeros de la Segunda fase   |

## Equipos participantes
En cursiva los equipos debutantes en el torneo.
| País                              | Equipo                                   | Vía de clasificación |
| --------------------------------- | ---------------------------------------- | --- |
| Argentina 2 cupos                 | Ferro Carril Oeste Estudiantes (LP)      | Campeón del Campeonato Nacional 1982 Campeón del Campeonato de Primera División 1982                                                                             |
| Bolivia 2 cupos                   | Bolívar Blooming                         | Campeón del Campeonato de Primera División 1982 Subcampeón del Campeonato de Primera División 1982                                                               |
| Brasil 2 cupos                    | Flamengo Grêmio                          | Campeón del Campeonato Brasileño de 1982 Subcampeón del Campeonato Brasileño de 1982                                                                             |
| Chile 2 cupos                     | Cobreloa Colo-Colo                       | Campeón del Campeonato de Primera División 1982 Ganador de la Liguilla Pre-Libertadores 1982                                                                     |
| Colombia 2 cupos                  | América de Cali Deportes Tolima          | Campeón del Campeonato Colombiano 1982 Subcampeón del Campeonato Colombiano 1982                                                                                 |
| Ecuador 2 cupos                   | El Nacional Barcelona                    | Campeón del Campeonato Ecuatoriano de 1982 Subcampeón del Campeonato Ecuatoriano de 1982                                                                         |
| Paraguay 2 cupos                  | Olimpia Nacional                         | Campeón del Campeonato Paraguayo de 1982 Subcampeón del Campeonato Paraguayo de 1982                                                                             |
| Perú 2 cupos                      | Universitario Alianza Lima               | Campeón del Campeonato Descentralizado 1982 Subcampeón del Campeonato Descentralizado 1982                                                                       |
| Uruguay 2 cupos + campeón vigente | Peñarol Nacional Montevideo Wanderers    | Campeón de la Copa Libertadores 1982 1.º puesto de la Liguilla Pre-Libertadores de América de 1982 2.º puesto de la Liguilla Pre-Libertadores de América de 1982 |
| Venezuela 2 cupos                 | Atlético San Cristóbal Deportivo Táchira | Campeón de la Primera División Venezolana 1982 Subcampeón de la Primera División Venezolana 1982                                                                 |

### Distribución geográfica de los equipos
Distribución geográfica de las sedes de los equipos participantes:

## Primera fase

### Grupo 1
| Equipo             | Pts. | PJ | PG | PE | PP | GF | GC | DG |
| ------------------ | ---- | -- | -- | -- | -- | -- | -- | -- |
| Estudiantes (LP)   | 7    | 6  | 3  | 1  | 2  | 8  | 6  | 2  |
| Cobreloa           | 6    | 6  | 3  | 0  | 3  | 8  | 6  | 2  |
| Colo-Colo          | 6    | 6  | 3  | 0  | 3  | 5  | 8  | –3 |
| Ferro Carril Oeste | 5    | 6  | 2  | 1  | 3  | 4  | 5  | –1 |

| \| Fecha \| Lugar \| Local \| Resultado \| Visitante \| \| ----------- \| ------------ \| ------------------ \| --------- \| ------------------ \| \| 17 de marzo \| La Plata \| Estudiantes (LP) \| 0:0 \| Ferro Carril Oeste \| \| 23 de marzo \| Santiago \| Colo-Colo \| 2:1 \| Cobreloa \| \| 5 de abril \| Calama \| Cobreloa \| 3:0 \| Estudiantes (LP) \| \| 5 de abril \| Santiago \| Colo-Colo \| 1:0 \| Ferro Carril Oeste \| \| 8 de abril \| Calama \| Cobreloa \| 2:1 \| Ferro Carril Oeste \| \| 8 de abril \| Santiago \| Colo-Colo \| 1:0 \| Estudiantes (LP) \| \| 12 de abril \| La Plata \| Estudiantes (LP) \| 4:1 \| Colo-Colo \| \| 16 de abril \| Buenos Aires \| Ferro Carril Oeste \| 1:0 \| Colo-Colo \| \| 10 de mayo \| La Plata \| Estudiantes (LP) \| 2:0 \| Cobreloa \| \| 13 de mayo \| Buenos Aires \| Ferro Carril Oeste \| 1:0 \| Cobreloa \| \| 8 de junio \| Calama \| Cobreloa \| 2:0 \| Colo-Colo \| \| 8 de junio \| Buenos Aires \| Ferro Carril Oeste \| 1:2 \| Estudiantes (LP) \| |              |                    |           |                    |
| Fecha | Lugar        | Local              | Resultado | Visitante          |
| 17 de marzo | La Plata     | Estudiantes (LP)   | 0:0       | Ferro Carril Oeste |
| 23 de marzo | Santiago     | Colo-Colo          | 2:1       | Cobreloa           |
| 5 de abril | Calama       | Cobreloa           | 3:0       | Estudiantes (LP)   |
| 5 de abril | Santiago     | Colo-Colo          | 1:0       | Ferro Carril Oeste |
| 8 de abril | Calama       | Cobreloa           | 2:1       | Ferro Carril Oeste |
| 8 de abril | Santiago     | Colo-Colo          | 1:0       | Estudiantes (LP)   |
| 12 de abril | La Plata     | Estudiantes (LP)   | 4:1       | Colo-Colo          |
| 16 de abril | Buenos Aires | Ferro Carril Oeste | 1:0       | Colo-Colo          |
| 10 de mayo | La Plata     | Estudiantes (LP)   | 2:0       | Cobreloa           |
| 13 de mayo | Buenos Aires | Ferro Carril Oeste | 1:0       | Cobreloa           |
| 8 de junio | Calama       | Cobreloa           | 2:0       | Colo-Colo          |
| 8 de junio | Buenos Aires | Ferro Carril Oeste | 1:2       | Estudiantes (LP)   |

### Grupo 2
| Equipo   | Pts. | PJ | PG | PE | PP | GF | GC | DG  |
| -------- | ---- | -- | -- | -- | -- | -- | -- | --- |
| Grêmio   | 11   | 6  | 5  | 1  | 0  | 13 | 4  | 9   |
| Flamengo | 6    | 6  | 2  | 2  | 2  | 15 | 10 | 5   |
| Bolívar  | 4    | 6  | 2  | 0  | 4  | 13 | 14 | –1  |
| Blooming | 3    | 6  | 1  | 1  | 4  | 4  | 17 | –13 |

| \| Fecha \| Lugar \| Local \| Resultado \| Visitante \| \| ----------- \| -------------- \| -------- \| --------- \| --------- \| \| 4 de marzo \| Porto Alegre \| Grêmio \| 1:1 \| Flamengo \| \| 13 de marzo \| La Paz \| Bolívar \| 6:0 \| Blooming \| \| 22 de marzo \| Santa Cruz \| Blooming \| 0:2 \| Grêmio \| \| 25 de marzo \| La Paz \| Bolívar \| 1:2 \| Grêmio \| \| 5 de abril \| Santa Cruz \| Blooming \| 0:0 \| Flamengo \| \| 8 de abril \| La Paz \| Bolívar \| 3:1 \| Flamengo \| \| 15 de abril \| Santa Cruz \| Blooming \| 3:0 \| Bolívar \| \| 22 de abril \| Río de Janeiro \| Flamengo \| 7:1 \| Blooming \| \| 26 de abril \| Porto Alegre \| Grêmio \| 2:0 \| Blooming \| \| 31 de mayo \| Porto Alegre \| Grêmio \| 3:1 \| Bolívar \| \| 3 de junio \| Río de Janeiro \| Flamengo \| 5:2 \| Bolívar \| \| 5 de junio \| Río de Janeiro \| Flamengo \| 1:3 \| Grêmio \| |                |          |           |           |
| Fecha | Lugar          | Local    | Resultado | Visitante |
| 4 de marzo | Porto Alegre   | Grêmio   | 1:1       | Flamengo  |
| 13 de marzo | La Paz         | Bolívar  | 6:0       | Blooming  |
| 22 de marzo | Santa Cruz     | Blooming | 0:2       | Grêmio    |
| 25 de marzo | La Paz         | Bolívar  | 1:2       | Grêmio    |
| 5 de abril | Santa Cruz     | Blooming | 0:0       | Flamengo  |
| 8 de abril | La Paz         | Bolívar  | 3:1       | Flamengo  |
| 15 de abril | Santa Cruz     | Blooming | 3:0       | Bolívar   |
| 22 de abril | Río de Janeiro | Flamengo | 7:1       | Blooming  |
| 26 de abril | Porto Alegre   | Grêmio   | 2:0       | Blooming  |
| 31 de mayo | Porto Alegre   | Grêmio   | 3:1       | Bolívar   |
| 3 de junio | Río de Janeiro | Flamengo | 5:2       | Bolívar   |
| 5 de junio | Río de Janeiro | Flamengo | 1:3       | Grêmio    |

### Grupo 3
| Equipo          | Pts. | PJ | PG | PE | PP | GF | GC | DG |
| --------------- | ---- | -- | -- | -- | -- | -- | -- | -- |
| América de Cali | 10   | 6  | 4  | 2  | 0  | 10 | 3  | 7  |
| Deportes Tolima | 6    | 6  | 1  | 4  | 1  | 5  | 6  | –1 |
| Universitario   | 4    | 6  | 0  | 4  | 2  | 5  | 8  | –3 |
| Alianza Lima    | 4    | 6  | 1  | 2  | 3  | 3  | 6  | –3 |

| \| Fecha \| Lugar \| Local \| Resultado \| Visitante \| \| ----------- \| ------ \| --------------- \| --------- \| --------------- \| \| 12 de marzo \| Lima \| Universitario \| 0:0 \| Alianza Lima \| \| 16 de marzo \| Cali \| América de Cali \| 1:1 \| Deportes Tolima \| \| 19 de marzo \| Lima \| Universitario \| 2:2 \| Deportes Tolima \| \| 23 de marzo \| Lima \| Alianza Lima \| 0:1 \| Deportes Tolima \| \| 27 de marzo \| Lima \| Alianza Lima \| 1:2 \| América de Cali \| \| 30 de marzo \| Lima \| Universitario \| 1:1 \| América de Cali \| \| 13 de abril \| Lima \| Alianza Lima \| 2:1 \| Universitario \| \| 13 de abril \| Ibagué \| Deportes Tolima \| 0:2 \| América de Cali \| \| 24 de abril \| Cali \| América de Cali \| 2:0 \| Universitario \| \| 24 de abril \| Ibagué \| Deportes Tolima \| 0:0 \| Alianza Lima \| \| 27 de abril \| Cali \| América de Cali \| 2:0 \| Alianza Lima \| \| 27 de abril \| Ibagué \| Deportes Tolima \| 1:1 \| Universitario \| |        |                 |           |                 |
| Fecha | Lugar  | Local           | Resultado | Visitante       |
| 12 de marzo | Lima   | Universitario   | 0:0       | Alianza Lima    |
| 16 de marzo | Cali   | América de Cali | 1:1       | Deportes Tolima |
| 19 de marzo | Lima   | Universitario   | 2:2       | Deportes Tolima |
| 23 de marzo | Lima   | Alianza Lima    | 0:1       | Deportes Tolima |
| 27 de marzo | Lima   | Alianza Lima    | 1:2       | América de Cali |
| 30 de marzo | Lima   | Universitario   | 1:1       | América de Cali |
| 13 de abril | Lima   | Alianza Lima    | 2:1       | Universitario   |
| 13 de abril | Ibagué | Deportes Tolima | 0:2       | América de Cali |
| 24 de abril | Cali   | América de Cali | 2:0       | Universitario   |
| 24 de abril | Ibagué | Deportes Tolima | 0:0       | Alianza Lima    |
| 27 de abril | Cali   | América de Cali | 2:0       | Alianza Lima    |
| 27 de abril | Ibagué | Deportes Tolima | 1:1       | Universitario   |

### Grupo 4
| Equipo                 | Pts. | PJ | PG | PE | PP | GF | GC | DG |
| ---------------------- | ---- | -- | -- | -- | -- | -- | -- | -- |
| Atlético San Cristóbal | 8    | 6  | 3  | 2  | 1  | 8  | 4  | 4  |
| El Nacional            | 7    | 6  | 3  | 1  | 2  | 7  | 4  | 3  |
| Barcelona              | 4    | 5  | 1  | 2  | 2  | 7  | 9  | –2 |
| Deportivo Táchira      | 3    | 5  | 0  | 3  | 2  | 1  | 6  | –5 |

| \| Fecha \| Lugar \| Local \| Resultado \| Visitante \| \| ------------------- \| ------------- \| ---------------------- \| --------- \| ---------------------- \| \| 27 de marzo \| Quito \| El Nacional \| 3:1 \| Barcelona \| \| 27 de marzo \| San Cristóbal \| Atlético San Cristóbal \| 2:0 \| Deportivo Táchira \| \| 6 de abril \| San Cristóbal \| Atlético San Cristóbal \| 2:0 \| Barcelona \| \| 10 de abril \| San Cristóbal \| Deportivo Táchira \| 1:1 \| Barcelona \| \| 13 de abril \| San Cristóbal \| Deportivo Táchira \| 0:0 \| El Nacional \| \| 17 de abril \| San Cristóbal \| Atlético San Cristóbal \| 1:0 \| El Nacional \| \| 24 de abril \| San Cristóbal \| Deportivo Táchira \| 0:0 \| Atlético San Cristóbal \| \| 24 de abril \| Guayaquil \| Barcelona \| 2:0 \| El Nacional \| \| 6 de mayo \| Quito \| El Nacional \| 3:0 \| Deportivo Táchira \| \| 8 de mayo \| Guayaquil \| Barcelona \| 3:3 \| Atlético San Cristóbal \| \| 11 de mayo \| Quito \| El Nacional \| 1:0 \| Atlético San Cristóbal \| \| No se disputó[n. 1] \| – \| Barcelona \| : \| Deportivo Táchira \| |               |                        |           |                        |
| Fecha | Lugar         | Local                  | Resultado | Visitante              |
| 27 de marzo | Quito         | El Nacional            | 3:1       | Barcelona              |
| 27 de marzo | San Cristóbal | Atlético San Cristóbal | 2:0       | Deportivo Táchira      |
| 6 de abril | San Cristóbal | Atlético San Cristóbal | 2:0       | Barcelona              |
| 10 de abril | San Cristóbal | Deportivo Táchira      | 1:1       | Barcelona              |
| 13 de abril | San Cristóbal | Deportivo Táchira      | 0:0       | El Nacional            |
| 17 de abril | San Cristóbal | Atlético San Cristóbal | 1:0       | El Nacional            |
| 24 de abril | San Cristóbal | Deportivo Táchira      | 0:0       | Atlético San Cristóbal |
| 24 de abril | Guayaquil     | Barcelona              | 2:0       | El Nacional            |
| 6 de mayo | Quito         | El Nacional            | 3:0       | Deportivo Táchira      |
| 8 de mayo | Guayaquil     | Barcelona              | 3:3       | Atlético San Cristóbal |
| 11 de mayo | Quito         | El Nacional            | 1:0       | Atlético San Cristóbal |
| No se disputó | –             | Barcelona              | :         | Deportivo Táchira      |

### Grupo 5
| Equipo               | Pts. | PJ | PG | PE | PP | GF | GC | DG |
| -------------------- | ---- | -- | -- | -- | -- | -- | -- | -- |
| Nacional             | 9    | 6  | 4  | 1  | 1  | 12 | 4  | 8  |
| Montevideo Wanderers | 9    | 6  | 3  | 3  | 0  | 9  | 5  | 4  |
| Nacional             | 4    | 6  | 1  | 2  | 3  | 6  | 12 | –6 |
| Olimpia              | 2    | 6  | 0  | 2  | 4  | 3  | 9  | –6 |

| \| Fecha \| Lugar \| Local \| Resultado \| Visitante \| \| ----------- \| ---------- \| -------------------- \| --------- \| -------------------- \| \| 6 de abril \| Montevideo \| Nacional (URU) \| 1:1 \| Montevideo Wanderers \| \| 6 de abril \| Asunción \| Olimpia \| 1:2 \| Nacional (PAR) \| \| 12 de abril \| Montevideo \| Montevideo Wanderers \| 3:1 \| Nacional (PAR) \| \| 15 de abril \| Montevideo \| Nacional (URU) \| 4:2 \| Nacional (PAR) \| \| 20 de abril \| Asunción \| Olimpia \| 0:1 \| Nacional (URU) \| \| 27 de abril \| Asunción \| Nacional (PAR) \| 0:0 \| Olimpia \| \| 27 de abril \| Montevideo \| Montevideo Wanderers \| 1:0 \| Nacional (URU) \| \| 3 de mayo \| Asunción \| Nacional (PAR) \| 1:1 \| Montevideo Wanderers \| \| 6 de mayo \| Asunción \| Olimpia \| 2:3 \| Montevideo Wanderers \| \| 11 de mayo \| Asunción \| Nacional (PAR) \| 0:3 \| Nacional (URU) \| \| 16 de mayo \| Montevideo \| Montevideo Wanderers \| 0:0 \| Olimpia \| \| 23 de mayo \| Montevideo \| Nacional (URU) \| 3:0 \| Olimpia \| |            |                      |           |                      |
| Fecha | Lugar      | Local                | Resultado | Visitante            |
| 6 de abril | Montevideo | Nacional (URU)       | 1:1       | Montevideo Wanderers |
| 6 de abril | Asunción   | Olimpia              | 1:2       | Nacional (PAR)       |
| 12 de abril | Montevideo | Montevideo Wanderers | 3:1       | Nacional (PAR)       |
| 15 de abril | Montevideo | Nacional (URU)       | 4:2       | Nacional (PAR)       |
| 20 de abril | Asunción   | Olimpia              | 0:1       | Nacional (URU)       |
| 27 de abril | Asunción   | Nacional (PAR)       | 0:0       | Olimpia              |
| 27 de abril | Montevideo | Montevideo Wanderers | 1:0       | Nacional (URU)       |
| 3 de mayo | Asunción   | Nacional (PAR)       | 1:1       | Montevideo Wanderers |
| 6 de mayo | Asunción   | Olimpia              | 2:3       | Montevideo Wanderers |
| 11 de mayo | Asunción   | Nacional (PAR)       | 0:3       | Nacional (URU)       |
| 16 de mayo | Montevideo | Montevideo Wanderers | 0:0       | Olimpia              |
| 23 de mayo | Montevideo | Nacional (URU)       | 3:0       | Olimpia              |

Partido desempate
| Fecha      | Lugar      |                | Resultado |                      |
| ---------- | ---------- | -------------- | --------- | -------------------- |
| 26 de mayo | Montevideo | Nacional (URU) | 2:1       | Montevideo Wanderers |

## Segunda fase

### Grupo A
| Equipo           | Pts. | PJ | PG | PE | PP | GF | GC | DG |
| ---------------- | ---- | -- | -- | -- | -- | -- | -- | -- |
| Grêmio           | 5    | 4  | 2  | 1  | 1  | 7  | 6  | 1  |
| Estudiantes (LP) | 4    | 4  | 1  | 2  | 1  | 6  | 5  | 1  |
| América de Cali  | 3    | 4  | 1  | 1  | 2  | 2  | 4  | –2 |

| \| Fecha \| Lugar \| Local \| Resultado \| Visitante \| \| ----------- \| ------------ \| ---------------- \| --------- \| ---------------- \| \| 21 de junio \| Porto Alegre \| Grêmio \| 2:1 \| Estudiantes (LP) \| \| 24 de junio \| Cali \| América de Cali \| 1:0 \| Grêmio \| \| 1 de julio \| La Plata \| Estudiantes (LP) \| 2:0 \| América de Cali \| \| 6 de julio \| Porto Alegre \| Grêmio \| 2:1 \| América de Cali \| \| 8 de julio \| La Plata \| Estudiantes (LP) \| 3:3 \| Grêmio \| \| 15 de julio \| Cali \| América de Cali \| 0:0 \| Estudiantes (LP) \| |              |                  |           |                  |
| Fecha | Lugar        | Local            | Resultado | Visitante        |
| 21 de junio | Porto Alegre | Grêmio           | 2:1       | Estudiantes (LP) |
| 24 de junio | Cali         | América de Cali  | 1:0       | Grêmio           |
| 1 de julio | La Plata     | Estudiantes (LP) | 2:0       | América de Cali  |
| 6 de julio | Porto Alegre | Grêmio           | 2:1       | América de Cali  |
| 8 de julio | La Plata     | Estudiantes (LP) | 3:3       | Grêmio           |
| 15 de julio | Cali         | América de Cali  | 0:0       | Estudiantes (LP) |

### Grupo B
| Equipo                 | Pts. | PJ | PG | PE | PP | GF | GC | DG |
| ---------------------- | ---- | -- | -- | -- | -- | -- | -- | -- |
| Peñarol                | 7    | 4  | 3  | 1  | 0  | 5  | 1  | 4  |
| Nacional               | 4    | 4  | 2  | 0  | 2  | 8  | 6  | 2  |
| Atlético San Cristóbal | 1    | 4  | 0  | 1  | 3  | 2  | 8  | –6 |

| \| Fecha \| Lugar \| Local \| Resultado \| Visitante \| \| ----------- \| ------------- \| ---------------------- \| --------- \| ---------------------- \| \| 18 de junio \| San Cristóbal \| Atlético San Cristóbal \| 0:0 \| Peñarol \| \| 26 de junio \| San Cristóbal \| Atlético San Cristóbal \| 1:2 \| Nacional \| \| 5 de julio \| Montevideo \| Peñarol \| 2:0 \| Nacional \| \| 8 de julio \| Montevideo \| Nacional \| 5:1 \| Atlético San Cristóbal \| \| 12 de julio \| Montevideo \| Peñarol \| 1:0 \| Atlético San Cristóbal \| \| 15 de julio \| Montevideo \| Nacional \| 1:2 \| Peñarol \| |               |                        |           |                        |
| Fecha | Lugar         | Local                  | Resultado | Visitante              |
| 18 de junio | San Cristóbal | Atlético San Cristóbal | 0:0       | Peñarol                |
| 26 de junio | San Cristóbal | Atlético San Cristóbal | 1:2       | Nacional               |
| 5 de julio | Montevideo    | Peñarol                | 2:0       | Nacional               |
| 8 de julio | Montevideo    | Nacional               | 5:1       | Atlético San Cristóbal |
| 12 de julio | Montevideo    | Peñarol                | 1:0       | Atlético San Cristóbal |
| 15 de julio | Montevideo    | Nacional               | 1:2       | Peñarol                |

## Final
| Ida; 22 de julio de 1983 | Peñarol    | 1:1 (1:1) | Grêmio   | Estadio Centenario, Montevideo                            |                                                           |
|                          | Morena 35' | Reporte   | Tita 12' | Asistencia: 62 500 espectadores Árbitro(s): Teodoro Nitti | Asistencia: 62 500 espectadores Árbitro(s): Teodoro Nitti |

| Vuelta; 28 de julio de 1983 | Grêmio              | 2:1 (1:0) | Peñarol    | Estadio Olímpico Monumental, Porto Alegre                |                                                          |
|                             | Caio 9' · César 78' | Reporte   | Morena 70' | Asistencia: 74 000 espectadores Árbitro(s): Edison Pérez | Asistencia: 74 000 espectadores Árbitro(s): Edison Pérez |

|                            |
|                            |
| Campeón Grêmio 1.er título |

## Estadísticas

### Goleadores
| Jugador             | Club                 | Goles |
| ------------------- | -------------------- | ----- |
| Arsenio Luzardo     | Nacional             | 8     |
| Wilmar Cabrera      | Nacional             | 6     |
| Sergio Gurrieri     | Estudiantes (LP)     | 6     |
| Osvaldo             | Grêmio               | 6     |
| Tita                | Grêmio               | 5     |
| Luis Alberto Acosta | Montevideo Wanderers | 4     |
| Caio                | Grêmio               | 4     |
| Fernando Salinas    | Bolívar              | 4     |
| Juan César Silva    | Bolívar              | 4     |